# Quincey (Côte-d'Or)
Cet article possède des paronymes, voir Quincy et Quingey.
Pour les articles homonymes, voir Quincey.
Quincey est une commune française située dans le département de la Côte-d'Or, en région Bourgogne-Franche-Comté.

## Géographie

### Climat
Pour des articles plus généraux, voir Climat de la Bourgogne-Franche-Comté et Climat de la Côte-d'Or.
En 2010, le climat de la commune est de type climat océanique dégradé des plaines du Centre et du Nord, selon une étude du Centre national de la recherche scientifique s'appuyant sur une série de données couvrant la période 1971-2000. En 2020, Météo-France publie une typologie des climats de la France métropolitaine dans laquelle la commune est dans une zone de transition entre le climat océanique altéré et le climat océanique altéré et est dans la région climatique  Bourgogne, vallée de la Saône, caractérisée par un bon ensoleillement (1 900 h/an), un été chaud (18,5 °C), un air sec au printemps et en été et des vents faibles. 
Pour la période 1971-2000, la température annuelle moyenne est de 11 °C, avec une amplitude thermique annuelle de 18,1 °C. Le cumul annuel moyen de précipitations est de 785 mm, avec 10,9 jours de précipitations en janvier et 7,2 jours en juillet. Pour la période 1991-2020, la température moyenne annuelle observée sur la station météorologique de Météo-France la plus proche, « Saint-Nic. Citeaux », sur la commune de Saint-Nicolas-lès-Cîteaux à 6 km à vol d'oiseau, est de 11,2 °C et le cumul annuel moyen de précipitations est de 813,8 mm,. Pour l'avenir, les paramètres climatiques de la commune estimés pour 2050 selon différents scénarios d'émission de gaz à effet de serre sont consultables sur un site dédié publié par Météo-France en novembre 2022.

## Urbanisme

### Typologie
Au 1er janvier 2024, Quincey est catégorisée commune rurale à habitat dispersé, selon la nouvelle grille communale de densité à 7 niveaux définie par l'Insee en 2022.
Elle est située hors unité urbaine. Par ailleurs la commune fait partie de l'aire d'attraction de Dijon, dont elle est une commune de la couronne,. Cette aire, qui regroupe 333 communes, est catégorisée dans les aires de 200 000 à moins de 700 000 habitants,.

### Occupation des sols
L'occupation des sols de la commune, telle qu'elle ressort de la base de données européenne d’occupation biophysique des sols Corine Land Cover (CLC), est marquée par l'importance des territoires agricoles (87,7 % en 2018), en diminution par rapport à 1990 (89,1 %). La répartition détaillée en 2018 est la suivante : terres arables (80,5 %), zones urbanisées (8,7 %), prairies (5,2 %), eaux continentales (3,4 %), zones agricoles hétérogènes (2 %), forêts (0,3 %). L'évolution de l’occupation des sols de la commune et de ses infrastructures peut être observée sur les différentes représentations cartographiques du territoire : la carte de Cassini (XVIIIe siècle), la carte d'état-major (1820-1866) et les cartes ou photos aériennes de l'IGN pour la période actuelle (1950 à aujourd'hui).

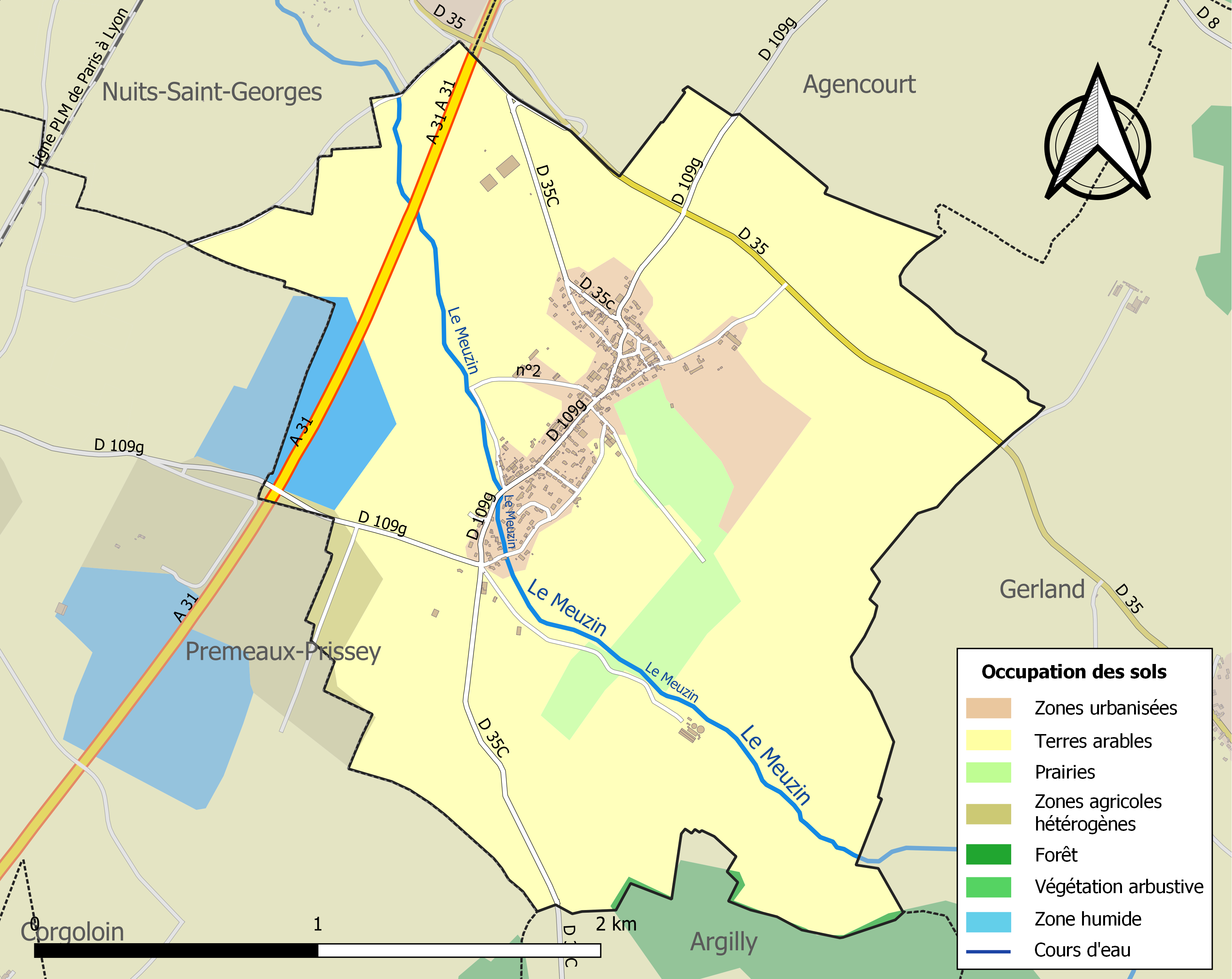
Carte des infrastructures et de l'occupation des sols de la commune en 2018 (CLC).

## Histoire
Louis XIV, âgé de 20 ans, Anne d'Autriche et le duc d'Anjou, passèrent la nuit du 12 novembre 1658 au château de Quincey. Le roi venait rendre visite au marquis Claude-Leonor de Damas de Thianges, marié à Gabrielle de Rochechouart de Mortemart, sœur de Madame de Montespan et à l'Abbesse de Fontevrault, toutes trois filles du duc de Mortemart.
Après avoir chassé l'après-midi dans la forêt de Cîteaux, il repartit le lendemain vers Dijon.

## Politique et administration
| Période                                  | Période  | Identité            | Étiquette | Qualité |
| ---------------------------------------- | -------- | ------------------- | --------- | ------- |
| avant 1995                               | 2014     | André Dardeau       |           |         |
| 2014                                     | En cours | Jean-Louis Lextreyt |           |         |
| Les données manquantes sont à compléter. |          |                     |           |         |

## Démographie
L'évolution du nombre d'habitants est connue à travers les recensements de la population effectués dans la commune depuis 1793. Pour les communes de moins de 10 000 habitants, une enquête de recensement portant sur toute la population est réalisée tous les cinq ans, les populations de référence des années intermédiaires étant quant à elles estimées par interpolation ou extrapolation. Pour la commune, le premier recensement exhaustif entrant dans le cadre du nouveau dispositif a été réalisé en 2006.

En 2022, la commune comptait 499 habitants, en évolution de −1,58 % par rapport à 2016 (Côte-d'Or : +0,82 %, France hors Mayotte : +2,11 %).
| 1793 | 1800 | 1806 | 1821 | 1836 | 1841 | 1846 | 1851 | 1856 |
| ---- | ---- | ---- | ---- | ---- | ---- | ---- | ---- | ---- |
| 260  | 300  | 285  | 310  | 341  | 357  | 345  | 339  | 333  |

| 1861 | 1866 | 1872 | 1876 | 1881 | 1886 | 1891 | 1896 | 1901 |
| ---- | ---- | ---- | ---- | ---- | ---- | ---- | ---- | ---- |
| 330  | 346  | 359  | 346  | 331  | 344  | 320  | 296  | 282  |

| 1906 | 1911 | 1921 | 1926 | 1931 | 1936 | 1946 | 1954 | 1962 |
| ---- | ---- | ---- | ---- | ---- | ---- | ---- | ---- | ---- |
| 280  | 258  | 229  | 233  | 248  | 212  | 215  | 226  | 228  |

| 1968 | 1975 | 1982 | 1990 | 1999 | 2006 | 2011 | 2016 | 2021 |
| ---- | ---- | ---- | ---- | ---- | ---- | ---- | ---- | ---- |
| 226  | 216  | 250  | 316  | 379  | 390  | 435  | 507  | 502  |

| 2022 | - | - | - | - | - | - | - | - |
| ---- | - | - | - | - | - | - | - | - |
| 499  | - | - | - | - | - | - | - | - |

## Culture locale et patrimoine

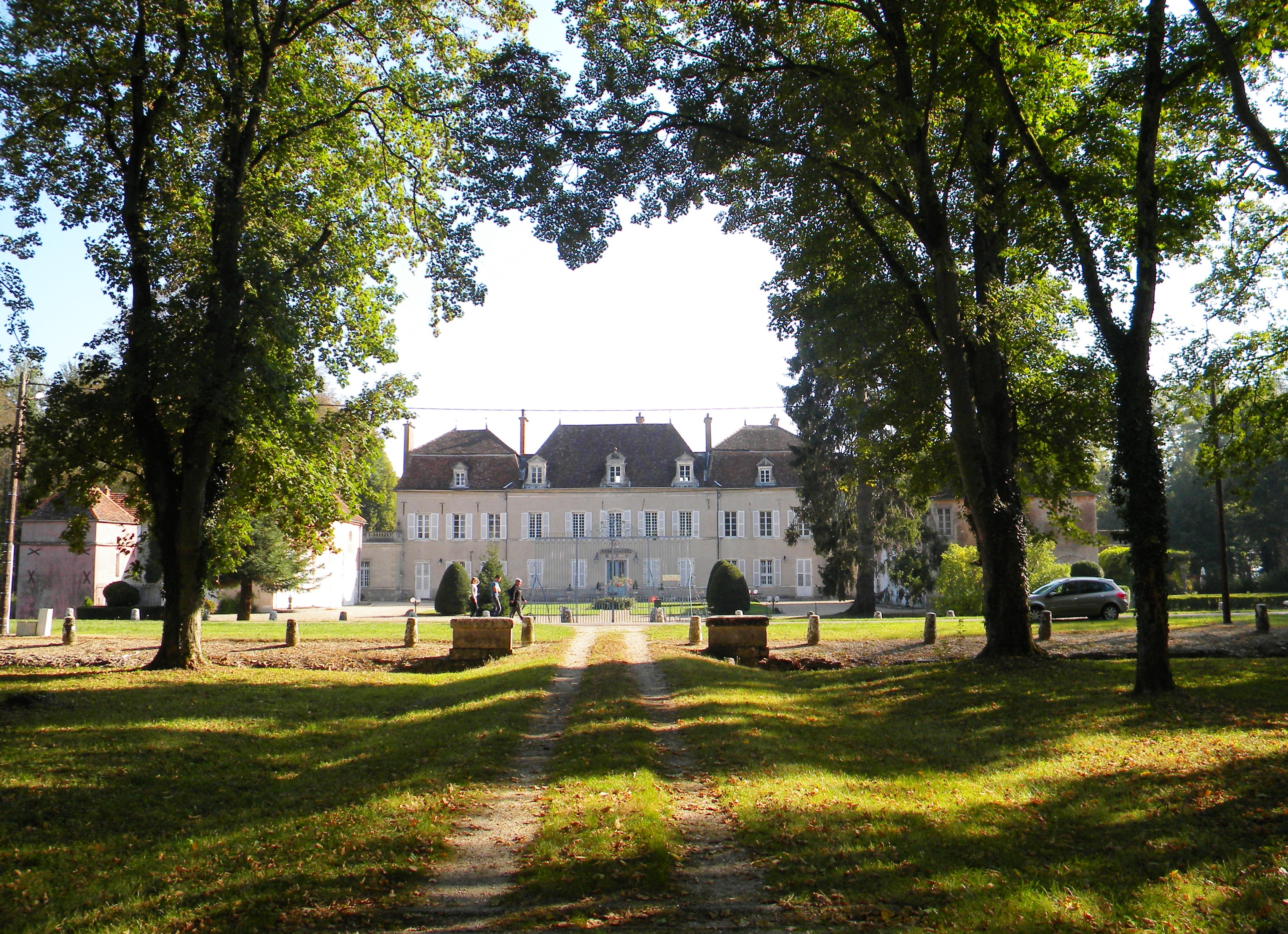
Château de Quincey.

### Lieux et monuments
- Château de Quincey : le roi Louis XIV, âgé de 20 ans, passa la nuit du 12 novembre 1658 au château de Quincey.
- Église Saint-André : le roi Louis XIV, accompagné d'Anne d'Autriche et du duc d'Anjou y furent reçus le 12 novembre 1658.

### Personnalités liées à la commune
- Le marquis Claude Léonor Damas de Thianges, lieutenant général de cavalerie, capitaine des gardes de Monsieur, frère du roi, est marié à Gabrielle de Rochechouart de Mortemart, sœur de Madame de Montespan et à l'Abbesse de Fontevrault, toutes trois filles du duc de Mortemart. Il habite le château de Quincey.

### Héraldique
| Blason de Quincey | Blason  | Fascé d'or et d'azur, au sautoir de gueules brochant. |
| Blason de Quincey | Détails | Le statut officiel du blason reste à déterminer.      |